# Kamtsjatkatijd
Kamtsjatkatijd (Russisch: камчатское время; kamtsjatskoje vremja) of PETT, vernoemd naar het schiereiland Kamtsjatka, is de oostelijkste tijdzone in Rusland. De tijdzone loopt 12 uur voor op UTC (UTC+12) en 9 uur op Moskoutijd (MSK+9). Kamtsjatkazomertijd (PETST) was gelijk aan UTC+13, nog steeds 9 uur voor op Moskou (MSD+9). In 2010 werden de beide regio's waarvoor deze tijd geldt toegevoegd aan het gebied waarvoor de Magadantijd (UTC+11) geldt. Deze beslissing werd in 2014 teruggedraaid. Een jaarlijkse overstap van winter- naar zomertijd en terug wordt in Rusland sinds 2011 niet meer uitgevoerd. PETST wordt dan ook niet meer gebruikt.

## Deelgebieden met Kamtsjatkatijd
- kraj Kamtsjatka
- Tsjoekotka

## Steden met Kamtsjatkatijd
Steden met Kamtsjatkatijd:
- Anadyr
- Bilibino
- Jelizovo
- Petropavlovsk-Kamtsjatski
- Pevek
- Viljoetsjinsk